# Paris Gibson

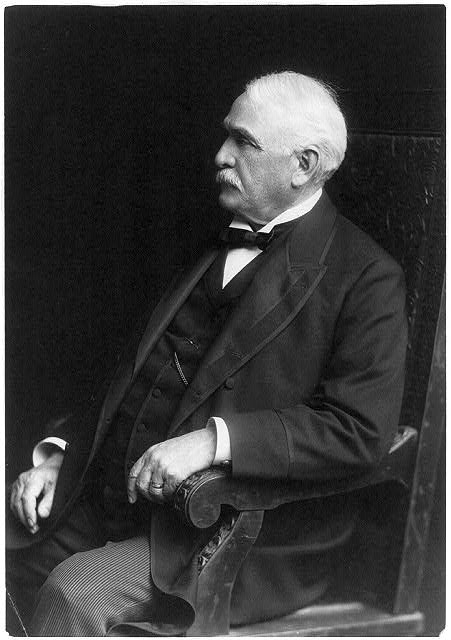
Paris Gibson, ca. 1901

Paris Gibson (* 1. Juli 1830 in Brownfield, Oxford County, Maine; † 16. Dezember 1920 in Great Falls, Montana) war ein US-amerikanischer Unternehmer und Politiker, der den Bundesstaat Montana von 1901 bis 1905 als Demokrat im US-Senat vertrat.

## Leben
Nach dem Schulbesuch graduierte Gibson 1851 am Bowdoin College. In Maine begann er auch seine politische Laufbahn als Mitglied des Repräsentantenhauses. Später zog er nach Minnesota, wo er als Geschäftsmann tätig war. Als er dort keinen Erfolg hatte, zog es ihn westwärts. 1880 wurde er durch einen Besuch der Wasserfälle des Missouri River inspiriert, deren Potenzial zur Gewinnung von Wasserkraft zu nutzen.
Gibson überzeugte den Eisenbahnmagnaten James J. Hill, mit dem er befreundet war, in das Projekt zu investieren. So wurde mit Hills Unterstützung 1883 die Stadt Great Falls gegründet, die zudem Eisenbahnstandort werden sollte. 1887 führten Bahnlinien von Great Falls nach Butte und Helena, jedoch nicht die Hauptlinien von Hills Great Northern Railway, die nördlich des Ortes verliefen. Trotzdem wurde Great Falls ein Handelszentrum für die Farmer und Rancher der Umgebung. Die errichteten Staudämme belieferten die örtliche Industrie mit Energie.
Politisch war Gibson auch in seiner neuen Heimat tätig. Er war der erste Bürgermeister von Great Falls und nahm 1889 am Verfassungskonvent von Montana teil. 1890 wurde er in den Staatssenat gewählt. Am 7. März 1901 nahm er im US-Senat den Platz des zurückgetretenen William A. Clark ein. Er verblieb dort bis zum 3. März 1905 und bewarb sich nicht um die Wiederwahl.